# Beaufort (ort i Irland)
Beaufort är en ort i republiken Irland. Den ligger i den sydvästra delen av landet, 270 km sydväst om huvudstaden Dublin. Beaufort ligger 35 meter över havet och antalet invånare är 228.
Terrängen runt Beaufort är platt åt nordost, men åt sydväst är den kuperad. Runt Beaufort är det ganska tätbefolkat, med 172 invånare per kvadratkilometer. Närmaste större samhälle är Killarney, 8,2 km öster om Beaufort. Trakten runt Beaufort består i huvudsak av gräsmarker.